# Георгий Кахетинский (сын Александра II)
батонишвили Георгий Александрович Багратиони (ок. 1570, Кахетинское царство — убит 12 марта 1605, Кахетинское царство, Дзегами) — политический деятель Кахетинского царства, сын царя Кахетии, Александра II.

## Биография
Из кахетинской ветви царского рода Багратионов.
В 1601 году, когда его брат Давид узурпировал трон отца, Георгий Батонишвили выступил против Давида.
В 1602 году царевич Георгий и поддерживающие его князья организовали заговор против Давида. Заговор был раскрыт. Георгий Батонишвили укрылся у Католикоса, но царь Картли, Георгий X, передал его Давиду I Кахетинскому, который заточил его в тюрьму.
После внезапной смерти Давида и повторной коронации Александра II, его отец немедленно освободил Георгия из тюрьмы.
С начала 1604 года по март 1605 года, во время пребывания Александра II в Сефевидском Иране, Кахетией правил Георгий Батонишвили.
В августе 1604 года он принимал послов русского царя.
В октябре 1604 года он разбил ханов Гянджи-Шемахи, которые шли в Дзегами. В этом походе Георгия Батонишвили сопровождал отряд охраны, состоящий из российских послов, в составе которых было 40 пушек.
1 января 1605 года Георгий Батонишвили вместе с членами зала принес присягу на верность российскому императору.
12 марта 1605 года вместе с отцом-царем он был убит в Дзегами собственным братом, принявшим ислам, — Константином I, по подстрекательству шаха Аббаса.

## Семья
Был женат на дочери атабага Самцхе-Саатабаго, Кайхосро II Джакели. От этого брака имел сына — Иессе, царя Кахетии в 1614—1615 годах, принявшего ислам.

## В культуре
- Клятвенная запись (1983) — роль царевича Георгия исполнил советский и грузинский актёр Давид Гиоргобиани.